# 한국 한국인
한국 한국인은 매주 일요일 아침 7시 10분에 KBS 1TV로 방송되었던 토크쇼 전문 텔레비전 프로그램이다.

## 기획 의도
1982년부터 1993년까지 당시, 김동건 아나운서 진행했던 《11시에 만납시다》의 재해석하는 화제의 인물을 만나는 강연 전문 텔레비전 프로그램이다.

## 방송 시간
| 방송 채널 | 방송 기간                           | 방송 시간                                   |
| --------- | ----------------------------------- | ------------------------------------------- |
| KBS KOREA | 2002년 7월 15일 ~ 2005년 4월 26일   | 매주 월요일, 화요일 오후 2:30 ~ 3:30 (60분) |
| KBS 2TV   | 2005년 5월 2일 ~ 2009년 10월 12일   | 매주 월요일 밤 12:45 ~ 1:15 (30분)          |
| KBS 2TV   | 2009년 10월 22일 ~ 2010년 5월 6일   | 매주 목요일 밤 12:45 ~ 1:20 (35분)          |
| KBS 1TV   | 2010년 5월 16일 ~ 2012년 2월 26일   | 매주 일요일 아침 6:10 ~ 6:40 (30분)         |
| KBS 1TV   | 2012년 3월 10일 ~ 2013년 4월 6일    | 매주 토요일 오전 11:30 ~ 낮 12:00 (30분)    |
| KBS 1TV   | 2013년 10월 27일 ~ 2014년 12월 28일 | 매주 일요일 아침 7:10 ~ 8:00 (50분)         |

## 역대 진행자
- 1대 김동건 : 2005.5.2 ~ 2010.5.6
- 2대 김성수 : 2010.5.16 ~ 2010.12.26
- 3대 이병혜 : 2011.1.2 ~ 2012.8.25
- 4대 정용실 : 2012.9.1 ~ 2013.4.6 / 2013.10.27 ~ 2014.12.28